# Guardias Rojos Obreros y Campesinos
Los Guardias Rojos Obreros y Campesinos (GROC, en coreano: 로농 적위 군) también traducida como Milicia Roja Obrera y Campesina (MROC), es una fuerza paramilitar de Corea del Norte. Es la más grande fuerza de defensa civil de la República Popular Democrática de Corea (RPDC) con una fuerza de aproximadamente 3,5 millones de efectivos,a los inicios de este grupo poseían 1,280,000 tropas,superados en número por los miembros en servicio activo y de reserva del Ejército Popular de Corea (EPC). Fue fundada el 14 de enero de 1959 por el presidente Kim Il-sung y no sólo está bajo el control de la Comisión de Asuntos Estatales (hasta 2016 la Comisión Nacional de Defensa) y el Ministerio de las Fuerzas Armadas del Pueblo (que regula al EPC), sino también al del Partido del Trabajo de Corea (PTC) por medio de su Departamento de Defensa Civil.

## Estructura y armamento

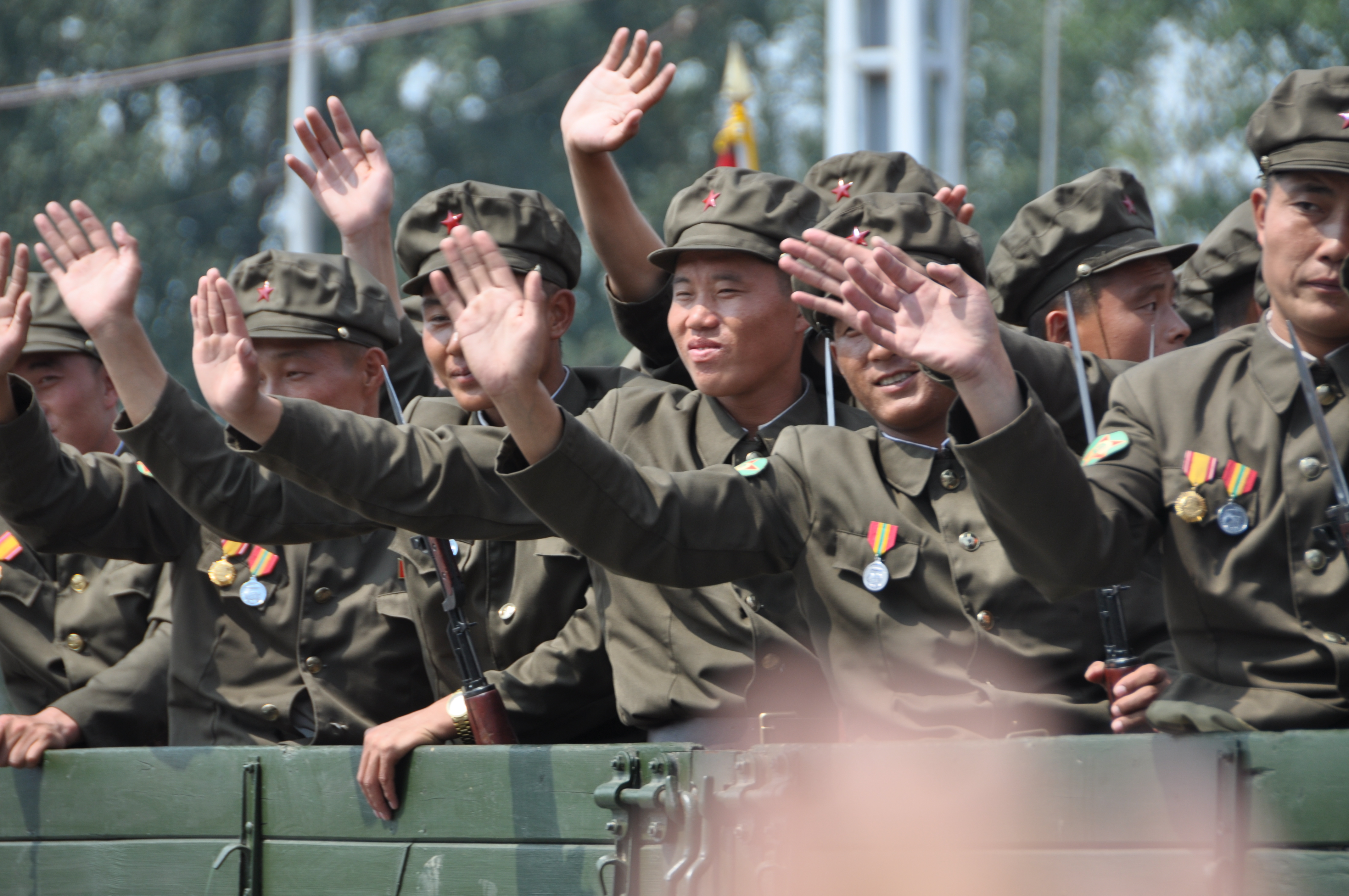
Guardias Rojos desfilando en Pionyang.

La milicia se organiza a nivel de provincia, pueblo, ciudad y aldea, y está estructurada en brigadas, batallones, compañías y pelotones de base. La milicia usa armas ligeras de infantería (como fusiles de asalto Tipo 58, versión norcoreana del AK-47 ruso), con algunos morteros y cañones antiaéreos e incluso equipos más antiguos modernizados como lanzacohetes múltiples, especialmente el BM-14 y viejas motocicletas Ural D-62, aunque algunas unidades están desarmadas lo que indica el estado de la logística y las unidades sanitarias. Se estima que tiene 5 millones de miembros.